# 威尔士的美洲殖民地
威尔士的美洲殖民地是一些有着开创精神的人在新世界所建立的若干威尔士人特有的拓居地。这些开拓事件可以被视作更为普遍的英国人殖民美洲的一部分。

## 马多克传说
16世纪有一个流行的故事说第一个见到美洲的欧洲人是1170年的威尔士的马多克王子。他是圭内斯国君奥瓦因·圭内斯之子。据推测，他在一场继承权危机期间带着一支拓殖者队伍逃离了他的国家，航向了西方。他最终在密西西比河附近登陆并建立了一块殖民地，之后他们与美洲原住民们混合在了一起。在16世纪晚期，约翰·迪伊之类的作家们使用这一传奇来支持英格兰人宣称对北美洲的主权。到了18世纪，又出现了一些关于说威尔士语的美洲原住民的故事，因此这个传说又变得流行起来。不过大多数现代学者认为它事实上是没有根据的。

## 北美洲
有大量威尔士人移民到了加拿大和美国，但是只有少数人企图建立独立的威尔士人殖民地。

### 纽芬兰与拉布拉多
威廉·旺爵士在1617年派遣了威尔士拓殖者们去纽芬兰的里纽斯，以建立一个永久的殖民地，不过这次活动失败了。威廉·旺之后又企图在特里佩西建立一个他命名为坎布里奥尔的殖民地，这一次他又失败了。之后巴尔的摩勋爵从他手中买下了这块地，并将之命名为了阿瓦隆，这是为了“仿造萨默塞特郡的旧阿瓦隆，格拉森伯里的所在地，基督教在不列颠结的第一个果实，以作为美洲的那一地区的另一个阿瓦隆。”这个殖民地最终变为了阿瓦隆地区。

### 宾夕法尼亚
在17世纪，许多来自威尔士的贵格会信徒在威廉·佩恩的允许他们在宾夕法尼亚建立一块威尔士人殖民之承诺下，移民到了宾夕法尼亚。这一块威尔士地产预计将会成为一个单独的县，并且其地方政府将会使用威尔士语，这是因为许多开拓者都不说英语。不过，佩恩的承诺没有被守住，到了17世纪90年代，这片土地已经被划分进了不同的县，并且这片土地从没得到过自治。
在18世纪晚期，一个叫作坎布里亚的威尔士人殖民地被摩根·约翰·里斯在今天的宾夕法尼亚坎布里亚县所建立。之后在1856年到1867年间，塞缪尔·罗伯茨曾企图在田纳西的布林芬楠建立一个威尔士人殖民地。与此同时，迈克尔·丹尼尔·琼斯发展了一系列的在威斯康辛、俄勒冈，以及不列颠哥伦比亚建立殖民地的计划，但是这些计划都未被实现。

### 田纳西
随着南北战争，104个威尔士移民家庭从宾夕法尼亚迁移到了东田纳西。
这些威尔士家庭定居在了今天的梅卡尼克斯维尔和诺克斯维尔市的部分地区。这些家庭是约瑟夫·理查兹和大卫·理查兹两兄弟所招募的。理查兹兄弟招募这些人去他们的轧钢厂工作，后来这座厂被约翰·H·琼斯所共有了。
理查兹兄弟不仅共同创建了诺克斯维尔制铁厂，还共同创建了路易斯维尔与纳什维尔铁路，后来该铁路还被用为了1982年世界博览会的所在地。那些威尔士移民所工作的那座制铁厂的最初的建筑们当中，只有那座名为“铸造厂”的餐馆还保留了下来。在1982年世界博览会上，这座建筑被叫作了“斯特罗豪斯”。
这些威尔士移民在第二长老会教堂的捐赠场所首次相会，这之后他们就建造了他们自己的公理会教堂，托马斯·托马斯牧师在1870年成为了首任本堂牧师。不过，到了1899年，这座教堂的房产被卖掉了。
这些威尔士移民家庭在诺克斯维尔取得了成功并在该城市建立了其他的业务，其中包括一家建造给煤车的公司，若干家石板瓦屋顶公司，一家大理石公司，还有若干家家具公司。到了1930年，已经有许多威尔士人分散到了这座城市的其他区域和邻近的县，比如塞维尔县。今天，在大诺克斯维尔地区，有250个以上的家庭能够直接追溯他们的世系到起初的那些移民们身上。在诺克斯维尔，这些威尔士人后裔会过圣大卫节，以纪念威尔士人的传统。

### 俄亥俄
俄亥俄的杰克逊县和高卢县在19世纪被威尔士移民们定居，其中许多人来自西威尔士的锡尔迪金地区。

## 南美洲

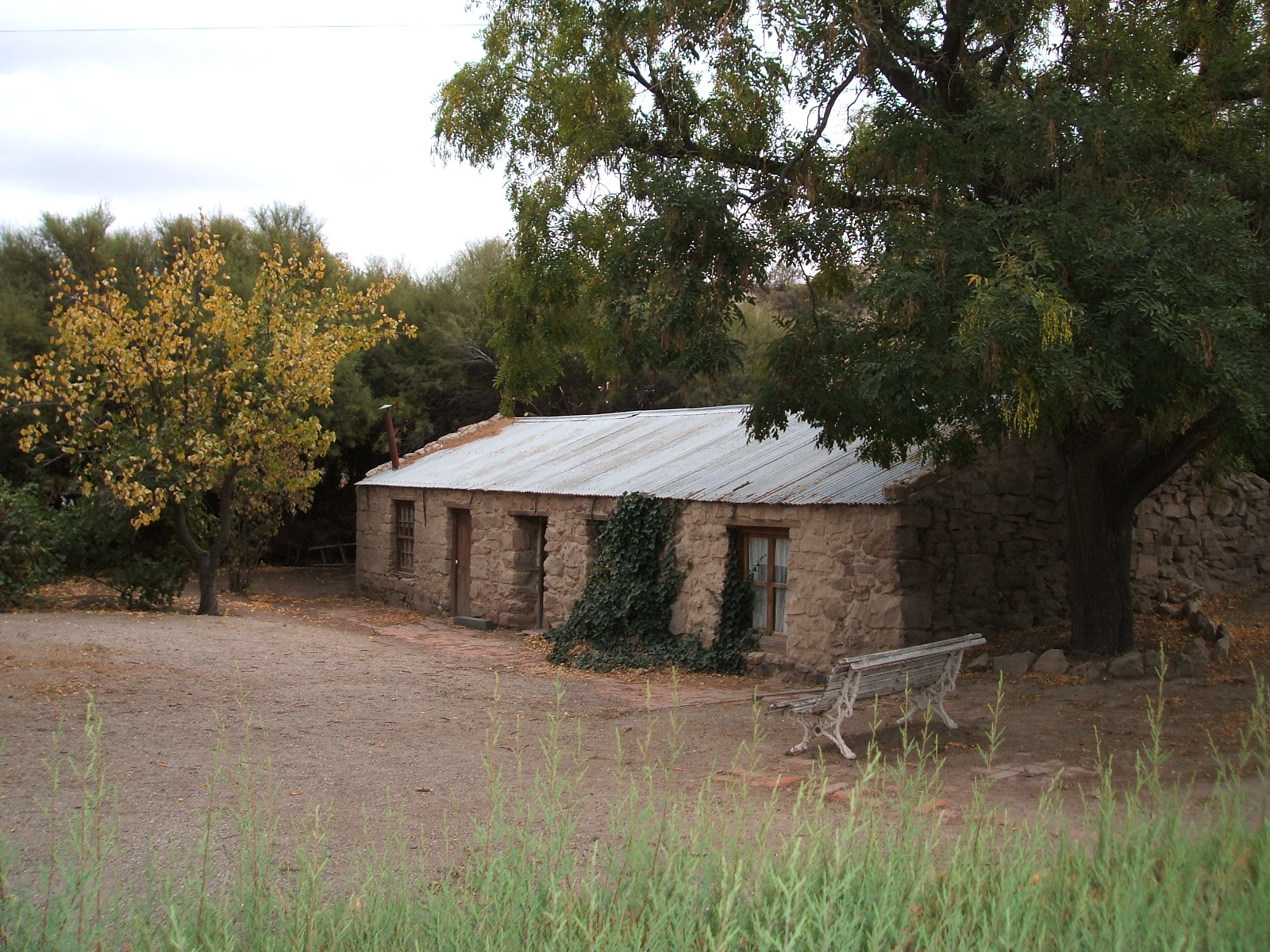
阿根廷丘布特省盖曼镇的早期威尔士人定居点的旧石屋

在1852年，特雷加伦的托马斯·本博·菲利普斯在巴西南里奥格兰德州建立了一个大约有100名威尔士人的定居点。这些拓殖者中有许多人之后迁到了在阿根廷的更为成功的殖民地。威尔士人在阿根廷的定居点被叫作Y Wladfa，就是“殖民地”的意思。
最有名的威尔士人殖民地就是他们在巴塔哥尼亚的丘布特谷的殖民地。它又被叫作Y Wladfa Gymreig，意为“威尔士人的殖民地”。它在1865年，由153名登陆于今天的马德林港的拓荒者们所建立。在这之前不久时，这些拓殖者就与阿根廷的内政部长吉列尔莫·罗森达成了协议，那就是当这个殖民地的人口达到了20000人时，它就会被承认为阿根廷的一个省。不过，这个保证未被阿根廷国会批准，因为他们害怕英国政府会拿这些拓荒者的存在当作夺取巴塔哥尼亚的借口。